# Dylan Thomas
Pour les articles homonymes, voir Thomas.
Pour le cheval de course, voir Dylan Thomas (cheval).
Dylan Marlais Thomas (Swansea, 27 octobre 1914 - New York, 9 novembre 1953) est un écrivain et un poète gallois. Thomas a été reconnu comme l'un des poètes gallois les plus importants du XXe siècle.

## Biographie

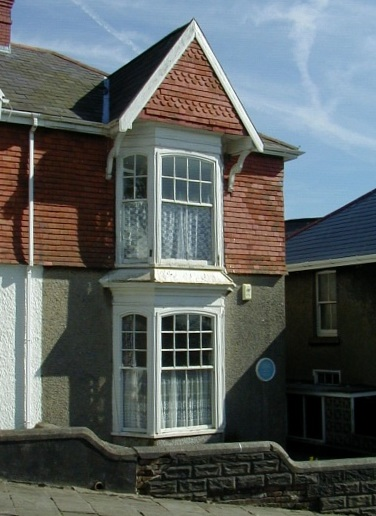
La maison du 5 Cwmdonkin Drive, à Swansea : le lieu de naissance de Dylan Thomas

Dylan Thomas est né à Swansea, ville côtière du pays de Galles.
Son père David, diplômé d'anglais et écrivain, pousse son fils à parler anglais plutôt que le gallois que parle sa mère. Son deuxième prénom, « Marlais », vient du bardic name (pseudonyme utilisé au pays de Galles par les artistes liés au mouvement eisteddfod) de son oncle, le ministre unitariste, Gwilym Marles (dont le vrai nom était William Thomas). 
Thomas fréquente la Swansea Grammar School (maintenant connue sous le nom de Bishop Gore School), école pour garçons où son père enseigne la littérature anglaise. C’est dans un magazine scolaire que le jeune Thomas publie son premier poème. Il quitte l'école à 16 ans pour devenir reporter durant un an et demi au South Wales Daily Post.
Thomas passe la majeure partie de son enfance à Swansea, hormis de réguliers voyages à la ferme de Carmathen que possède la famille de sa mère. Ces séjours à la campagne, qui lui font connaître une atmosphère différente de celle de la ville, ont une grande influence sur son travail. On le remarque dans de nombreuses histoires courtes, dans certaines de ses œuvres radiophoniques ou encore dans le poème Fern Hill (en) (lieu-dit « La colline aux fougères »). 
Ce poème, l'un de ses plus célèbres, est tout entier traversé d'un lyrisme intense et de riches descriptions métaphoriques qui captent et font ressentir l'excitation, la joie de jouer dehors en tant qu'enfant, liée au fait  de se sentir en harmonie avec l'ensemble de la nature et de l'univers. Le résultat est un hymne à la merveille de la vie et à la grâce de l'enfance ainsi qu'une élégie pour la douleur de leur perte éventuelle. Ceci est particulièrement perceptible dans la dernière strophe de ce poème : 
| Fern Hill « [...] Nothing I cared, in the lamb white days, that time would take me Up to the swallow thronged loft by the shadow of my hand, In the moon that is always rising, Nor that riding to sleep I should hear him fly with the high fields And wake to the farm forever fled from the childless land. Oh as I was young and easy in the mercy of his means, Time held me green and dying Though I sang in my chains like the sea. ». . |  |  | La Colline aux Fougères « [...] J’ignorais en ces jours candides comme des agneaux Que le temps m’emporterait bientôt dans ce grenier Rempli d’hirondelles à l’ombre de ma main, Dans la lune toujours montante Et que, galopant vers le sommeil Je l’entendrais voler par les moissons Et m’éveillerais dans la ferme Chassé à jamais du paradis de l’enfance Oh ! Je fus un enfant rayonnant sur le chemin de grâce Et le temps me retenait verdoyant loin de la mort Tandis que je chantais dans mes chaînes comme la mer. », |

Thomas écrivit la moitié de son œuvre poétique alors qu’il vivait dans la maison familiale du 5 Cwmdonkin Drive (le poème le plus connu de cette époque étant : And death shall have no dominion). En novembre 1934, son premier recueil de poésie, 18 Poems, est publié. Il devient à vingt ans l’un des jeunes poètes de langue anglaise les plus en vogue.
En 1937, le 11 juillet, à la mairie de Penzance, dans les Cornouailles, Dylan Thomas se marie avec Caitlin Thomas (en) née Macnamara (1913-1994). Au printemps de l'année 1936, Dylan avait rencontré à Londres Caitlin, jeune danseuse (ils avaient 22 ans tous les deux), qui était  d'origine irlandaise par son père (Francis Macnamara) et descendante de quakers français par sa mère (Yvonne Majolier).

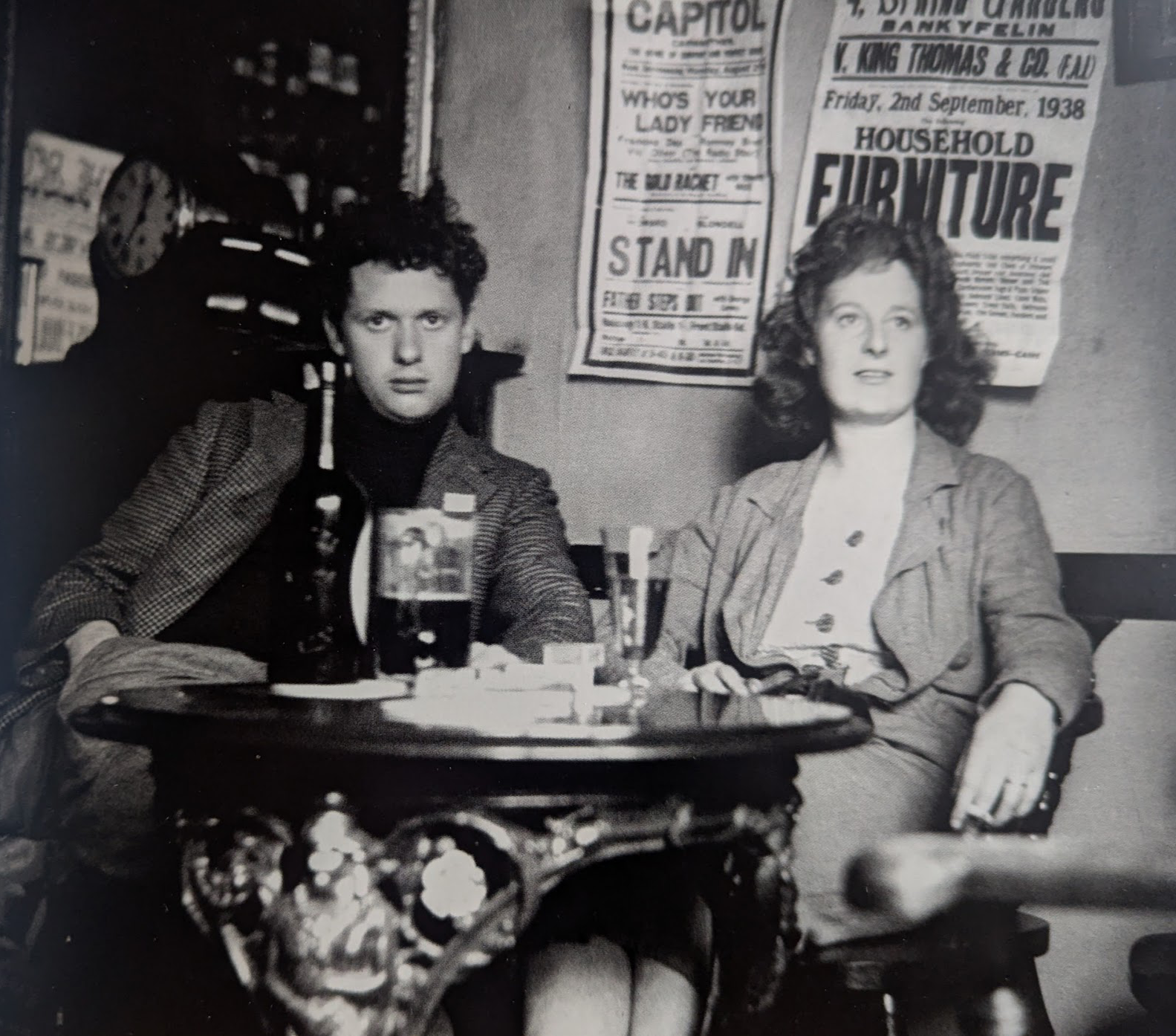
Dylan Thomas et Caitlin Macnamara-Dylan au Brown’s Hotel, Laugharne, Sud du Pays de Galles en 1938. Photo prise par leur amie de Blashford, la photographe et artiste Nora Summers.

Le couple a trois enfants et a su rester relativement uni malgré une relation houleuse et entachée par des écarts conjugaux réciproques, minée par l'alcool pour l'un comme pour l'autre, quoique toujours très impliquée et passionnelle :
- Llewelyn Thomas (1939-2000), leur fils aîné ;
- Aeronwy Thomas (1943-2009), leur seule fille, poétesse, écrivaine et traductrice ;
- Colm Garan Thomas (1949-2012), leur fils cadet.

Jugé trop frêle, et de santé fragile, l’auteur ne peut participer à la Seconde Guerre mondiale. Il contribue toutefois à l'effort de guerre par l'écriture de textes de propagande et de scripts pour des émissions de radio (BBC) et des documentaires sur commande du gouvernement.
Thomas aime se vanter de sa consommation d’alcool. Durant un accident survenu le 3 novembre 1953, Thomas retourne au Chelsea Hotel de New York et déclare : “I've had 18 straight whiskies, I think this is a record” (« J’ai bu 18 whiskies purs, je pense que c’est un record »). Six jours plus tard, pendant sa tournée promotionnelle new-yorkaise à la White Horse Tavern, de Greenwich Village (Manhattan – États-Unis), il s’évanouit après avoir trop bu.
Peu après, Thomas meurt au St Vincent Hospital (New York) à l’âge de 39 ans. La cause première de sa mort fut une pneumonie, accompagnée d'une faiblesse du foie et d'une hypertension intracrânienne (souvent causée par un hématome ou un œdème cérébral, mais aussi par une défaillance du foie) en causes aggravantes. D’après Jack Heliker, ses derniers mots ont été : « After 39 years, this is all I've done » (« En 39 ans, c’est tout ce que j’ai fait »). À la suite de sa mort, son corps est rapatrié au pays de Galles pour être enterré à Laugharne, ville qu’il appréciait. En 1994, sa femme Caitlin est mise en terre à ses côtés. Le caractère et les hommes de Laugharne sont dépeints dans son œuvre Under Milk Wood.

## Carrière et influences
Dylan Thomas est largement considéré comme l’un des plus brillants poètes du XXe siècle de langue anglaise ; il est désormais une référence incontournable de la littérature anglo-galloise. Son univers vif et fantastique était un rejet des conventions de son siècle. À l’inverse de ses contemporains qui tendaient vers des sujets politiques et sociaux, Thomas exprimait ses émotions avec passion et cela se ressent dans son style, à la fois intime et lyrique. Il était plus proche des poètes romantiques que des poètes de sa génération. 
Par exemple, à la différence de T. S. Eliot ou W. H. Auden, Thomas ne s'est pas préoccupé dans ses écrits de s'impliquer fortement dans les questions sociales, d'interroger le positionnement des intellectuels, ou d'aborder des thèmes relevant de la théorie littéraire ou de l'esthétique. Son lyrisme intense — tout à la fois métaphysique et sensuel, tragique et joyeux, intéressant la condition humaine tout entière — s'est plutôt voué à l'expression des sentiments les plus chargés d'une émotion qu'il sait faire partager à son lecteur, raison de la célébrité de ses poèmes, et pour laquelle il se rattache plutôt à la tradition romantique.

De fait Thomas décrit ainsi dans une lettre sa technique d'écriture entièrement fondée sur l'émotion qui engendre des images contrastées : 

« Je crée une image — bien que « créer » ne soit pas le mot juste ; je laisse, peut-être, une image « se créer » émotionnellement en moi et puis j'applique à cela les forces intellectuelles et critiques qui sont aussi en moi — je la laisse alors en engendrer une autre, je laisse cette image contredire la première, et de la troisième image engendrée à partir des deux autres ensemble, je fais surgir une quatrième image contradictoire, et enfin je les laisse toutes, dans les limites formelles que je me suis imposées, entrer en conflit [/discuter entre elles]. ».

Les thèmes qu'il aborde — souvent nostalgiques de l'enfance avec un sens grave du passage du temps et de la finitude humaine, de la perte des êtres aimés, et la présence lancinante de la pensée de la mort : sujets récurrents, comme l'amour, de la poésie éternelle — témoignent aussi d'une sensibilité cosmique, empreinte de « sentiment océanique », et s’attachant à célébrer la merveille de la vie dans un univers vu comme un Tout en interaction (holisme, panthéisme). 
C'est ce qui fait dire à l'un de ses commentateurs : « Dylan Thomas était l’homme de la grande soif, inextinguible. Soif d’intensité, soif de boire la fusion de la terre. Sa lave et ses océans. La poésie de Dylan Thomas est cosmique, tellurique. Il part du foisonnement de son monde intérieur, plein d’images et de fureur, pour aller jusqu’aux chaos des étoiles. “Il y avait un monde et en voici un autre...”, Dylan Thomas prend appui sur son panthéisme vibrant pour la nature, dont il célèbre les collines glorieuses, la mer profonde, comme dans des “visions et prières” pour chanter le cosmos. Mais à son chant charnel et sensuel — car Dylan Thomas est avant tout un poète sensuel — s’ajoute ses élans mystiques, voire métaphysiques. La Bible si souvent scandée dans son enfance l’irrigue avec ses notions du mal et du bien, ses démons et ses tentations ».   
Thomas a néanmoins écrit quatre poèmes plus engagés dans son temps et qui traitent de la guerre (de  39-45) dont le plus célèbre est "A Refusal to Mourn the Death, by Fire, of a Girl in London".
Il différait aussi, en fait, de la majeure partie des auteurs des années 1930 dans l’utilisation de la poésie orale. Ceci coïncide avec la diffusion de la radio et des techniques d'enregistrements. Caedmon, une entreprise promouvant la littérature auditive fut lancée avec le poème de Thomas : “A Child's Christmas in Wales”.
Il s'est d'ailleurs fait connaître aussi — et reconnaître pour son travail essentiel à l'effort de guerre — comme scénariste et commentateur de documentaires de guerre (films et émissions de radio) pour la BBC sur commande gouvernementale. Il avait été réformé pour raison de santé, notamment à cause de ses problèmes pulmonaires chroniques. Il a commencé son travail à la BBC en 1941 après avoir déménagé à Londres avec sa femme Caitlin, laissant leur fils chez la mère de Caitlin à Blashford. Thomas écrit aussi des scénarios pour la Strand Film Company, un travail qui lui a fourni un soutien financier indispensable pendant les années de guerre et a représenté sa première source de revenus régulière depuis l'époque où il travaillait comme jeune journaliste au South Wales Daily Post.
Il continue aussi son travail de scénariste à la radio de la BBC après guerre : entre 1945 et 1949, il écrit, commente ou réalise (comme assistant) plus d'une centaine d'émissions de radio. Dans l'une de ses émissions, « Quite Early One Morning », il a expérimenté des personnages et des idées qui apparaîtront plus tard dans sa pièce radiophonique poétique Under Milk Wood (1953). 
L’ami d’enfance et compositeur Daniel Jones, les poètes Vernon Watkins et Charles Fisher ainsi que les artistes Alfred Janes et Mervyn Levy faisaient partie du cercle d’amis de Dylan Thomas, cercle parfois nommé les Kardomah Boys, du nom du café où ils se voyaient.
C’est le poète romantique anglais et éditeur du Sunday Referee, Victor Benjamin Neuberg, qui le fit connaître, qui l’invita à Londres et qui le présenta aux critiques influents de la capitale.
Sa réputation s'est établie, en particulier, grâce à sa pièce de théâtre radiophonique “Under Milk Wood”, à plusieurs poèmes célèbres dont sa villanelle “Do not go gentle into that good night”  (un plaidoyer pour la vie consacré à la figure d'un père mourant, le sien étant mort quelques années après ; des vers en sont repris à plusieurs occasions dans le film de science-fiction Interstellar), ainsi que grâce à ses écrits en prose dont ses deux nouvelles “A Child's Christmas in Wales” et “The Outing”. De plus il était très fameux comme performeur artistique dans la lecture publique et radio-diffusée de son œuvre.
En janvier 1950, à l'âge de trente-cinq ans, Thomas visite l'Amérique pour la première fois. Ses tournées de spectacles-lectures aux États-Unis n'ont pas été pour rien dans sa renommée internationale et ont grandement contribué à populariser la lecture de poésie en tant que nouveau moyen d'expression pour l'art. « Thomas est devenu l'archétype du poète romantique dans l'imagination populaire américaine — il était très théâtral, s'engageait dans des disputes tonitruantes en public et lisait ses œuvres à voix forte et avec une émotion d'une exceptionnelle profondeur »,.

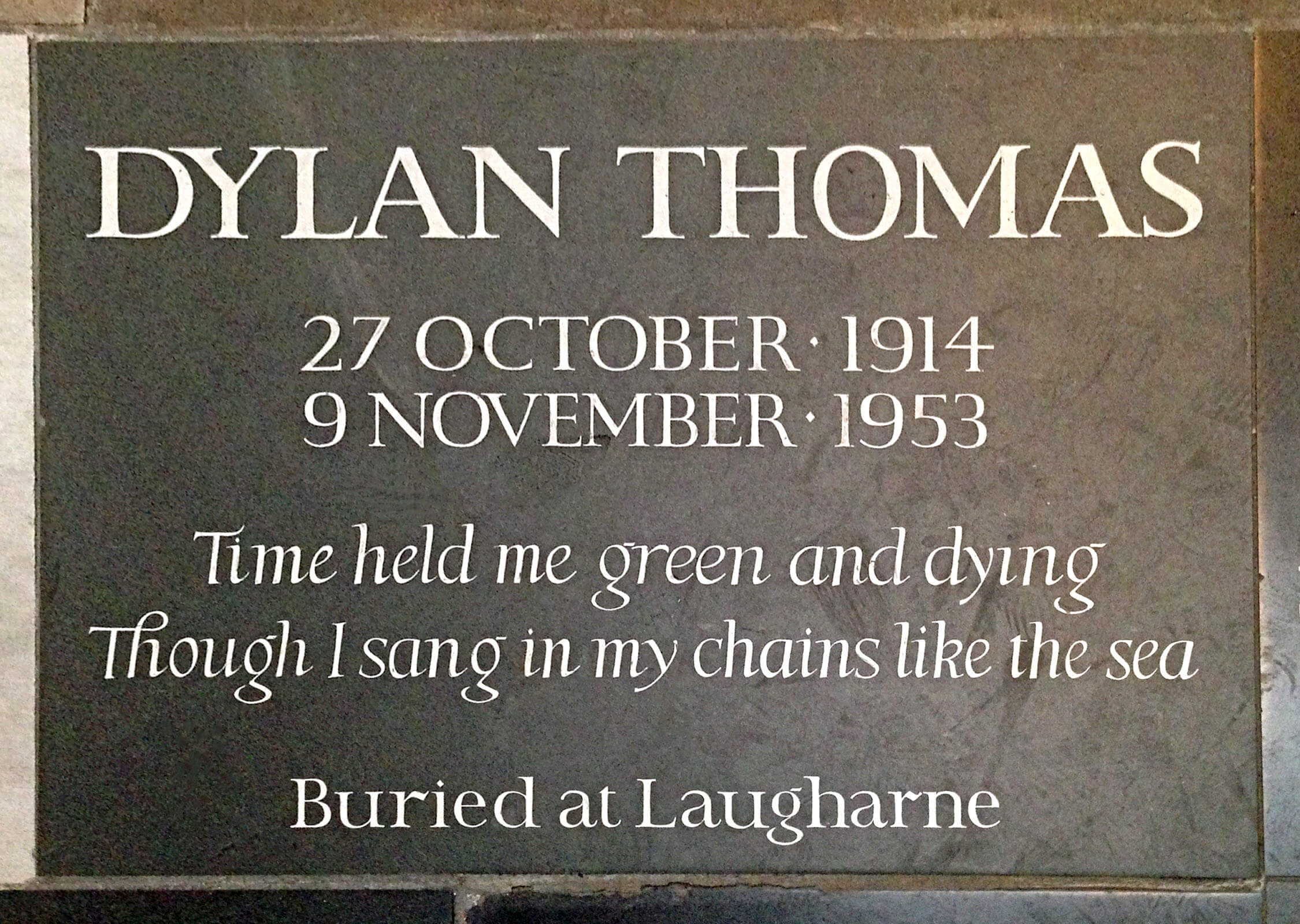
Plaque commémorative en l'honneur de Dylan Thomas dans le Poets’ Corner de l’abbaye de Westminster.

Il fera quatre tournées de ce genre aux États-Unis, sa dernière performance publique eut lieu au City College of New York à la fin de 1953, quelques jours seulement avant sa mort. « Il était devenu une figure légendaire, tant pour son œuvre [écrite et dite, comme show-man] que pour la fougue turbulente de sa vie ».

Près de trente ans après son enterrement à Laugharne, une plaque à la mémoire de Dylan a été dévoilée dans le Poets’ Corner (en) de l’abbaye de Westminster. 
Elle porte la citation des deux derniers vers d'un de ses poèmes les plus célèbres déjà évoqué, Fern Hill : 

## Les mémoriaux

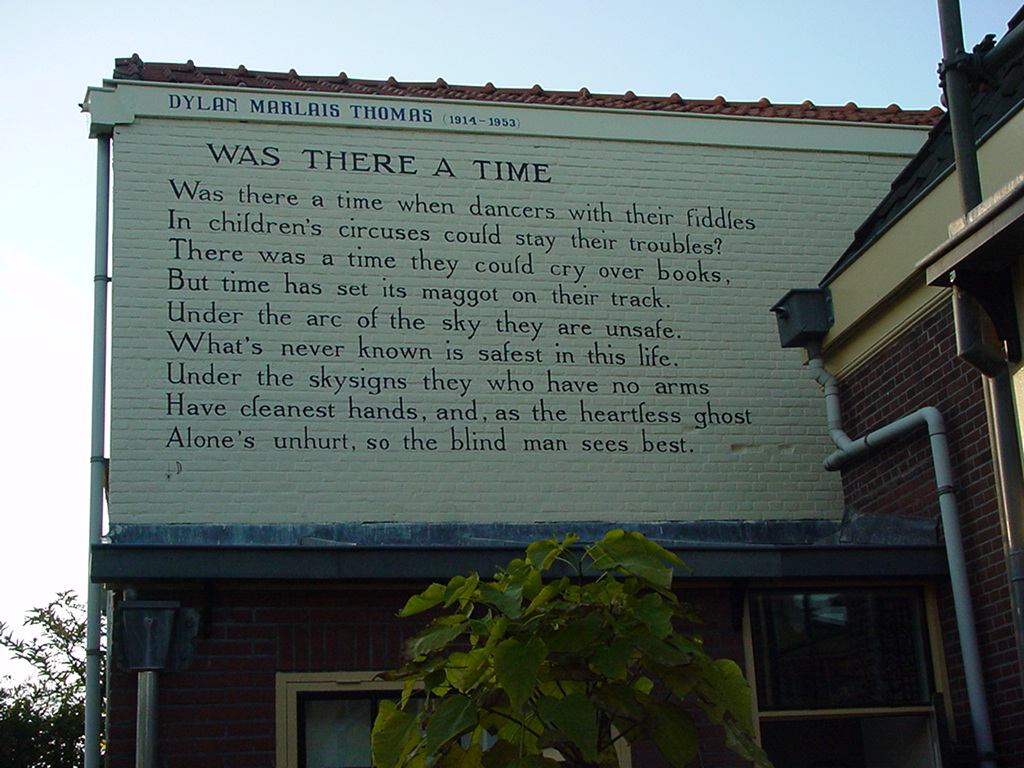
Was there a time (« Était-il un temps… ? »/« Où est passé le temps… ? »). Poème mural de Dylan Thomas à Leyde, Pays-Bas.

De nombreux mémoriaux ont été construits ou restaurés pour rendre gloire au célèbre poète ; ils citent souvent son vers le plus connu : Do not go gentle into that good night. 
Divers lieux sont proposés aux touristes à Swansea : une statue dans le quartier maritime, le théâtre Dylan Thomas et le centre à son nom, anciennement le guildhall de la ville. Ce dernier est devenu un centre de littérature, où des expositions et des conférences sont tenues durant le festival annuel Dylan Thomas. 
Un autre monument se trouve près de la maison où il a grandi à Cwmdonkin Park. Le mémorial situé en retrait dans un parc est signé de quelques lignes de l’un de ses poèmes préférés: "Fern Hill" - Oh I was young and easy in the mercy of his means / Time held me green and dying / Though I sang in my chains like the sea. 
La maison de Thomas à Laugharne, appelée Boat House, est également devenue un lieu de souvenir.
Plusieurs pubs à Swansea sont aussi associés au poète. Le No Sign Bar, l'un des plus vieux de la ville, était un lieu qu’il fréquentait régulièrement. Il fut rebaptisé le Wine Vaults d’après l’histoire The Followers.
Pour célébrer l'anniversaire de sa naissance, sa maison d'enfance au 5 Cwmdonkin Drive a été restaurée et ouverte au public. Dans ce cadre où a été conservé un mobilier d'époque, est proposée une exposition permanente sur son enfance source.

## Hommages

### Par les peintres
Eileen Agar a réalisé en 1960 un tableau intitulé Tête de Dylan Thomas, huile sur toile (Tate Gallery).

### Musique
On[Qui ?] a suggéré que Bob Dylan, né Robert Allen Zimmerman, avait changé son nom pour rendre hommage à Dylan Thomas. Bob Dylan l’a souvent nié, déclarant dans une interview donnée en 1966 : « Get that straight, I didn’t change my name in honor of Dylan Thomas. That’s just a story. I’ve done more for Dylan Thomas than he’s ever done for me » (« Disons le clairement, je n’ai pas changé mon nom en l’honneur de Dylan Thomas. C’est juste une histoire. J’ai fait plus pour Dylan Thomas qu’il n’en a jamais fait pour moi »). En 1965, il clame qu’il s’est servi du nom d’un de ses oncles nommé Dillon et ajoute que : « I've read some of Dylan Thomas' stuff, and it's not the same as mine » (« J’ai lu quelques trucs de Dylan Thomas et ils sont différents des miens »). 
Dans sa biographie de 2004, Chronicles Vol.1, Bob Dylan admet finalement que Dylan Thomas fut un critère pertinent dans le choix de son pseudonyme, changeant son nom de plume de Dillon à Dylan. D'ailleurs, Bob Dylan est aussi connu sous le nom de Robert Milkwood Thomas, en référence à la pièce de Dylan Thomas Under Milk Wood.
Le compositeur d'origine russe Igor Stravinsky — qui admirait beaucoup les poèmes de Dylan Thomas — avait projeté de composer un opéra sur un livret écrit par lui, projet qu'ils avaient lancé ensemble mais qui fut brutalement interrompu par la mort précoce de l'écrivain. Il lui a donc rendu hommage en composant une œuvre pour ténor, quatuor à cordes et trombones, intitulée In Memoriam Dylan Thomas. Celle-ci, achevée en mars 1954 — soit seulement quatre mois après la mort du poète — a été créée le 20 septembre 1954 sous la direction de Robert Craft lors d'une soirée de commémoration en son honneur. Stravinsky lui-même dirigera cette œuvre avec le Columbia Chamber Ensemble et Alexander Young au chant, enregistrement  publié avec d'autres pièces dirigées par le compositeur en 1966 sous le label CBS en conclusion d'un album dont le titre est « Stravinsky Conducts ».
En 1965, le quartet jazz du pianiste britannique Stan Tracey sort un album intitulé Jazz Suite (Inspired By Dylan Thomas's Under Milk Wood) en hommage au poète et homme de théâtre (quartet composé de Bobby Wellins au saxophone ténor, Jeff Clyne à la basse, Jack Dougan à la batterie et Tracey à la composition et au piano).

## Œuvres

### Poésie
- 1933 And death shall have no dominion (« Et la mort n’aura point d’empire »[20]) ; pré-publication dans le magazine New English Weekly en mars 1933 ; sera repris en 1936 dans le recueil 25 Poems chez Dent éditeur
- 1934 18 Poems, The Sunday Referee (hebdomadaire en pré-publication), puis Parton Bookshop éditeur
- 1936 Twenty-Five Poems, Londres : Dent éditeur
- 1939 The Map of Love, Dent éditeur
- 1943 New Poems, New York : New Directions Publishing
- 1945 Fern Hill (en) (repris comme dernier poème du recueil suivant)
- 1946 Deaths and Entrances (en), Dent éditeur
- 1951 Do not go gentle into that good night[21]
- 1952 In Country Sleep and Other Poems (recueil qui contient le précédent), New Directions
- 1952 Collected Poems, 1934–1952, Dent éditeur (90 poèmes)
- 2014 The Collected Poems of Dylan Thomas : The New Centenary Edition, Weidenfeld & Nicolson éditeurs

### Théâtre
- 1952 Under Milk Wood (« Au bois lacté », pièce radiodiffusée). Under Milk Wood: A Play for Voices, édition établie par Walford Davies et Ralph Maud, Londres : Dent éditeur, 1995
- 1953 The Doctor and the Devils and Other Scripts : la première pièce qui donne son titre au recueil est fondée sur l'horrible fait divers authentique  des 16 meurtres de Burke et Hare (en 1827 et 1828). Dylan Thomas en tira un scénario de film qui ne sera finalement tourné qu'en 1985 par Freddie Francis sous le même titre comme film d'horreur de style gothique.

### Œuvres en prose
- A Child's Christmas in Wales
- 1940 Portrait of the Artist as a Young Dog (en) (Portrait de l'artiste en jeune chien) Dent éditeur
- 1941 The Death of the King's Canary (avec le critique John Davenport), publication posthume aux éditions Hutchinson
- 1946 Selected Writings of Dylan Thomas, New York : New Directions Publishing
- 1953 Adventures in the Skin Trade [roman inachevé] and Other Stories, New Directions
- 1954 Quite Early One Morning, script d'une émission de radio des années 1945-49 qui inspirera Under Milk Wood, publication posthume en livre chez New Directions[8]
- 1955 A Child's Christmas in Wales (en), New Directions
- 1955 A Prospect of the Sea and Other Stories and Prose Writings, Dent éditeur
- 1965 Rebecca's Daughters, Triton
- 1991 On the Air with Dylan Thomas: The Broadcasts, émissions de radio de Thomas éditées par Ralph Maud, New Directions

### Correspondance
- From Paris to Bahia
- 1957 Letters to Vernon Watkins, publiées par Vernon Watkins chez Dent éditeur.
- 1970 Twelve More Letters, Turret
- 2017 Dylan Thomas: The Collected Letters, 2 vol., édition, introduction et notes par Paul Ferris (écrivain gallois) (en), Londres : Weidenfeld & Nicolson éditeurs. Première édition en 1986 chez Macmillan Publishers.

Vol I: 1931–1939
Vol II: 1939–1953

### Traduit en français
- Dylan Thomas, L'Œuvre poétique, traduit, annoté et présenté par Hoa Hoï Vuong, édition intégrale bilingue, Éditions Arfuyen, coll. « Neige », Paris-Orbey, vol. 1 Le code de la nuit, vol. 2 Tout le soleil durant, 2024, 2025. Prix de traduction poétique Nelly Sachs 2025.
- Ses deux principaux recueils18 poèmes (1934) et 25 poèmes (1936), ont été réunis sous le titre Ce monde est mon partage et celui du démon, traduction : Patrick Reumaux, Éditions Points, collection « Points Poésie » en 2008 ; auxquels s'ajoute pour la réédition de 2024 « la villanelle “Ne saute pas à pieds joints dans cette bonne nuit”, restée parmi ses textes les plus célèbres », avec And death shall have no dominion présent, lui, dans 25 poèmes[12].
- Vision et prière, poèmes traduits par le poète Alain Suied, coll. Poésie Gallimard[4]
- Lettres d'Amour (The Love letters), Bernard Pascuito Édition
- Portrait de l'artiste en jeune chien (Portrait of the artist as a young dog), traduit par Francis Dufau-Labeyrie, Les Éditions de Minuit, Coll. étrangère, 1947
- Au bois lacté, texte français de Jacques B. Brunius, L'avant-scène théâtre, 2013.

### Scénarios d'émissions ou de films

#### Documentaires
Dylan Thomas a écrit le script de tous ces documentaires dans le contexte et sur les thèmes de la Seconde Guerre mondiale, et il tient le rôle du commentateur sur deux d'entre eux (These are the Men et Our Country).
- 1942 The Conquest of a Germ
- 1942 These are the Men
- 1942 This is Colour
- 1942 New Towns for Old (en)
- 1942 Balloon Site 586
- 1943 Green Mountain, Black Mountain
- 1943 Our Country
- 1943 Is Your Ernie Really Necessary
- 1943 Where are They Now?

#### Fictions
- 1948 No Room at the Inn (en) (adapté par Dylan Thomas et Ivan Foxwell (en) d'une pièce de Joan Birt en 1945)
- 1948 The Three Weird Sisters (en) (écrit par Dylan Thomas avec Louise Birt et David Evans, adaptation du roman The Case of the Weird Sisters de Charlotte Armstrong)
- [Date ?] Me and My Bike[8]
- 1948 Rebecca's Daughters (en) (produit après sa mort)
- 1953 The Doctor and the Devils
- 1964 The Beach at Falesa
- 1964 Twenty Years a-Growing (scénario inachevé)
- 1995 Ses scénarios de films ont été réunis et publiés en livre :  Dylan Thomas, The Filmscripts (JM Dent & Sons, 1995)

### Discographie
Dylan Thomas lui-même a réalisé des enregistrements de certains de ses poèmes les plus connus, lus à haute voix dans une élocution très claire et assez théâtrale, comme prononcés en chaire dans un temple. Ceux-ci ont été publiés en albums 33 tours vinyle LP ou EP à la fin de sa vie ou peu après sa mort, et réédités de nombreuses fois sous plusieurs formats. Certains sont écoutables en ligne. On pourra voir l'ensemble des enregistrements et rééditions à la page consacrée à Dylan Thomas sur le site Discogs ici : . Nous en extrayons les albums originaux les plus marquants :   
- Dylan Thomas Reading – Volume 1 : A Child's Christmas in Wales, and five poems, chez Caedmon Records, enregistré le 22 février 1952 au Steinway Hall à New York, album LP sorti en 1952, rééd. mai 1958. Titres : ♦ Fern Hill ♦ A Child's Christmas In Wales ♦ Do Not Go Gentle Into That Good Night ♦ In The White Giant's Thigh ♦ Ballad Of The Long-Legged Bait ♦ Ceremony After A Fire Raid[22].
- Dylan Thomas Reading – Volume 2, chez Caedmon Records, enregistré le 2 juin 1953 à New York, sorti en 1954, rééd. 1955, 1957. Titres : ♦ Lament ♦ Poem On His Birthday ♦ Should Lanterns Shine ♦ There Was A Saviour ♦ A Refusal To Mourn The Death, By Fire, Of A Child In London  ♦ If I Were Tickled By The Rub Of Love ♦ And Death Shall Have No Dominion ♦ A Winter's Tale[23].
- Dylan Thomas Reading – Volume 3, chez Caedmon Records, enregistré en novembre 1951 à New York et le 9 mars 1952 à Cambridge, sorti en 1957. Titres : ♦ A Few Words Of Kind ♦ On The Marriage Of A Virgin ♦ The Hunchback In The Park ♦ Over Sir John's Hill ♦ Light Breaks Where No Sun Shines ♦ After The Funeral ♦ In Country Sleep[24].
- Dylan Thomas Reading – Volume 4 : A Visit To America, and Poems, chez Caedmon Records, enregistré en mai 1952 à la Canadian Broadcasting Company de Vancouver et en 1953 au Massachusetts Institute of Technology de Cambridge (Massachusetts), sorti en 1957. Titres : ♦ A Visit To America - An Irreverent Preamble, de Dylan Thomas ♦ The Bards, de Walter de la Mare ♦ Master And Bos'n Song, de W. H. Auden ♦ As I Walked Out One Evening, de W. H. Auden ♦ Chard Witlow: Mr T. S. Eliot's Sunday Evening Broadcast Postscript, de Henry Reid ♦ Naming Of Parts, de Henry Reid ♦ The Owl, d'Edward Thomas ♦ Broken Appointment, de Thomas Hardy ♦ To Lisbie Brown, de Thomas Hardy ♦ In Death Divided, de Thomas Hardy[25].
- Under Milk Wood – by Dylan Thomas With Richard Burton, double album LP sorti en 1954. Originellement écrite par Thomas en tant que « A Play For Voices », cette œuvre a été revisitée et augmentée par l'auteur pour une lecture au Kaufmann Auditorium aux États-Unis en mai 1953. De retour au Royaume-Uni Thomas a été mandaté par la BBC pour réécrire cette pièce comme théâtre radiophonique, donnée le 22 janvier 1954[26]. La pièce de la BBC a été rééditée en 2008 chez Naxos Audiobooks (n° cat. : NA288712).
- Dylan Thomas reading “Quite early one morning” and other memories, album LP sorti en 1960. Titres : ♦ A1-Quite Early One Morning (enr. 17/06/1953) ♦ A2-Reminiscences Of Childhood (enr. 13/03/1953) ♦ B1-A Visit To Grandpa's (enr. 03/11/1952) ♦ B2-Holiday Memory (enr. 25/10/1946)[27].
- Dylan Thomas Reading Shakespeare (“King Lear”) and Webster (“The Duchess Of Malfi”), album LP sorti en 1962 chez Caedmon Records[28].
- Dylan Thomas Reading His Complete Recorded Poetry, compilation en double album LP avec quelques inédits sortie en 1963. Enregistrements à Londres et New-York ente 1949 et 1953[29].

### Filmographie

#### Documentaires
- Dylan Thomas, court métrage documentaire britannique ayant reçu un Oscar en 1963.

#### Films biographiques/fictionnels(ou biopic)
- 2008 The Edge of Love, un film de John Maybury sur la vie de Dylan Thomas et sa femme Caitlin MacNamara-Thomas (en), leurs relations conflictuelles, et aussi avec leurs amis dans des chassés-croisés amoureux ; avec Matthew Rhys (Dylan), Sienna Miller (Caitlin), Keira Knightley (Vera Phillips), et Cillian Murphy (William Killick).
- 2014 Set Fire to the Stars, film de Andy Goddard avec Celyn Jones incarnant Dylan Thomas, Kelly Reilly (Caitlin Thomas), et avec Elijah Wood (John Brinnin)[30].
- 2016 Dominion (film, 2016) (en), film avec Thomas incarné par Rhys Ifans et Caitlin par Romola Garai.

### Textes originaux ou traductions
1. ↑  (en) « Texte original : “I make one image —though ‘make’ is not the right word; I let, perhaps, an image be ‘made’ emotionally in me and then apply to it what intellectual & critical forces I possess— let it breed another, let that image contradict the first, make, of the third image bred out of the other two together, a fourth contradictory image, and let them all, within my imposed formal limits, conflict.”  »
2. ↑  (en) « Plusieurs traductions référencées de nuances diverses : ● « N’entre pas apaisé dans cette bonne nuit »[11]. Ou bien : ● « Ne saute pas à pieds joints dans cette bonne nuit »[12]. Ou encore : ● « N’entre pas sans violence dans cette bonne nuit »[4]. Ou enfin : ● « N’entre pas docilement dans cette bonne nuit. /
Rage, enrage contre la mort de la lumière »[13].  »
3. ↑  (en) « Texte original : “Thomas was the archetypal Romantic poet of the popular American imagination—he was theatrical, engaged in roaring disputes in public, and read his work aloud with tremendous depth of feeling.”  »
4. ↑  (en) « Voir la strophe complète dans la section ci-dessus, consacrée à la Biographie du poète. 
Assez obscurs, ces deux vers peuvent être compris diversement ainsi qu'en témoignent les traductions suivantes : 
▶ Traduction littérale : ● “Le temps m'a rendu vert et mourant / Bien que je chantasse dans mes chaînes comme la mer.” 
▶ Traductions transposées et référencées : ● “Le temps me gardait vert même dans la mort / Et pourtant je chantais dans mes chaînes comme la mer.” ● “Et le Temps me piégeait, vert et mourant, / Tandis que je chantais dans mes chaînes comme la mer.”[3] ● “Et le temps me retenait verdoyant loin de la mort / Tandis que je chantais dans mes chaînes / Comme la mer.”[4] ● “Le temps me maintient, encore vert et mourant [pourtant], / Alors que je chantais encore dans mes chaînes comme la mer.”[7].
 »
5. ↑  (en) « Traduction littérale en français de ce poème de Thomas “Was there a time” : Était-il un temps où les danseurs avec leurs violons / 
Dans les cirques pour enfants pouvaient se tenir à l'écart de leurs problèmes ? /  
Oui, il fut un temps où ils pouvaient pleurer sur des livres, /  
Mais le temps a envoyé ses asticots sur leur piste. /  
Sous l'arc du ciel, ils sont dangereux. /  
Ce qui est inconnu à jamais est le plus sûr dans cette vie. /  
Sous les signes du ciel, ceux qui sont désarmés /  
Ont les mains les plus propres, et, comme le fantôme sans cœur /  
Seul est indemne, c’est donc l'aveugle qui voit le mieux. »

### Bibliograpphie
: document utilisé comme source pour la rédaction de cet article.
- (en) Paul Ferris (en), Dylan Thomas : A Biography, New York, Paragon House, 1989 (ISBN 1-55778-215-6)
- (en) Academy of American Poets, « Dylan Thomas 1914 – 1953 », sur poets.org, 2025 (consulté le 11 mai 2025)
- (en) Ralph Maud, Dylan Thomas in Print : A Bibliographical History, University of Pittsburgh Press, 1970 (ISBN 978-0-8229-3201-7)
- (en) Ralph Maud, On The Air With Dylan Thomas : The Broadcasts, New York, New Directions Publishing, 1991 (ISBN 978-0-8112-1787-3)
- Caitlin Thomas, My Life with Dylan Thomas : Double Drink Story, Londres, Viking, 1997 (ISBN 978-0-670-87378-4, lire en ligne )
- David N. Thomas, « Dylan Thomas and the Edge of Love: The Real Story »